# Valentina Panger
Valentina Panger, slovenska rokometašica, * 14. januar 1991, Izola.
Igra za RK Zagorje in Slovensko žensko rokometno reprezentanco.
Z reprezentanco Slovenije je nastopila na Evropskem prvenstvu v rokometu za ženske 2016.